# كبلر-39b
كيبلر 39 بي (بالإنجليزية: Kepler-39b)‏ الذي يرمز له بالرمز KOI-423.01، هو كوكب خارج المجموعة الشمسية، في كوكبة الدجاجة (كوكبة)، يتبع Kepler-39.

## الاكتشاف
اكتشف في 3 أغسطس 2011، وكانت طريقة الاكتشاف طريقة العبور، وDoppler spectroscopy.